# Projected
Projected è un supergruppo statunitense, formato da John Connolly, Vinnie Hornsby (Sevendust), Scott Phillips (Alter Bridge, Creed) e Eric Friedman (Submersed, Creed, Mark Tremonti). La band ha pubblicato un solo album, Human, nel 2012, salvo poi interrompere i lavori a causa del ritorno di Connolly e Hornsby nei Sevendust.

## Discografia
- 2012 – Human

## Formazione
- John Connolly – voce, chitarra ritmica
- Eric Friedman – chitarra solista, cori
- Vinnie Hornsby – basso
- Scott Phillips – batteria